# George Fish
Pour les articles homonymes, voir Fish.

a Compétitions nationales et continentales officielles uniquement.

b Matchs officiels uniquement.
Dernière mise à jour le 15 mai 2012.
George Winthrop Fish, né le 4 avril 1895 à Los Angeles et mort le 22 février 1977 à East Hampton dans l'État de New York, est un joueur américain de rugby à XV évoluant au poste de troisième ligne centre. Il est champion olympique avec l'équipe des États-Unis de rugby à XV en 1920.

## Biographie

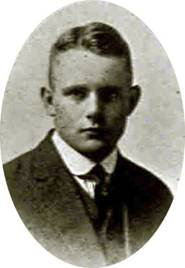
George Fish en 1915.

Né le 4 avril 1895 à Los Angeles, George Fish est le fils de George Cook Fish et Lura Ella née Hiatt. Il fait ses études à l'Université de Californie à Berkeley puis à l'école médicale de l'Université Columbia. Pendant la Première Guerre mondiale, il est conducteur d'ambulance au sein de la Norton-Harjes Unit en France sous la responsabilité de la Croix-Rouge américaine. À la fin de la guerre, il participe aux jeux inter-alliés disputés à Paris en 1919 avec l'équipe américaine de rugby. Il retourne en Europe en 1920 puisqu'il fait partie de l'équipe olympique américaine qui part pour disputer les Jeux olympiques à Anvers. Il remporte la médaille d'or avec l'équipe de rugby qui bat l'équipe de France sur le score de 8 à 0 dans l'unique match de la compétition. Remplaçant, il ne dispute pas le  test match contre les Français un mois après le titre olympique, match cette fois perdu sur le score de 14 à 5.
George Fish exerce ensuite la profession d'urologue et préside plusieurs organisations professionnelles. Il devient un bon ami de l'écrivain Max Brand qui s'inspire de lui pour écrire les histoires d'un de ses personnages, le Docteur Kildare. Fish meurt le 22 février 1977 à East Hampton dans l'État de New York à l'âge de 77 ans.

## Palmarès
- Champion olympique de rugby à XV aux Jeux olympiques d'été de 1920